# Grolley
Grolley es una comuna suiza del cantón de Friburgo, situada en el distrito de Sarine. Limita al norte con la comuna de Misery-Courtion, al este con Belfaux, al sur con Autafond y Ponthaux, y al oeste con Léchelles.

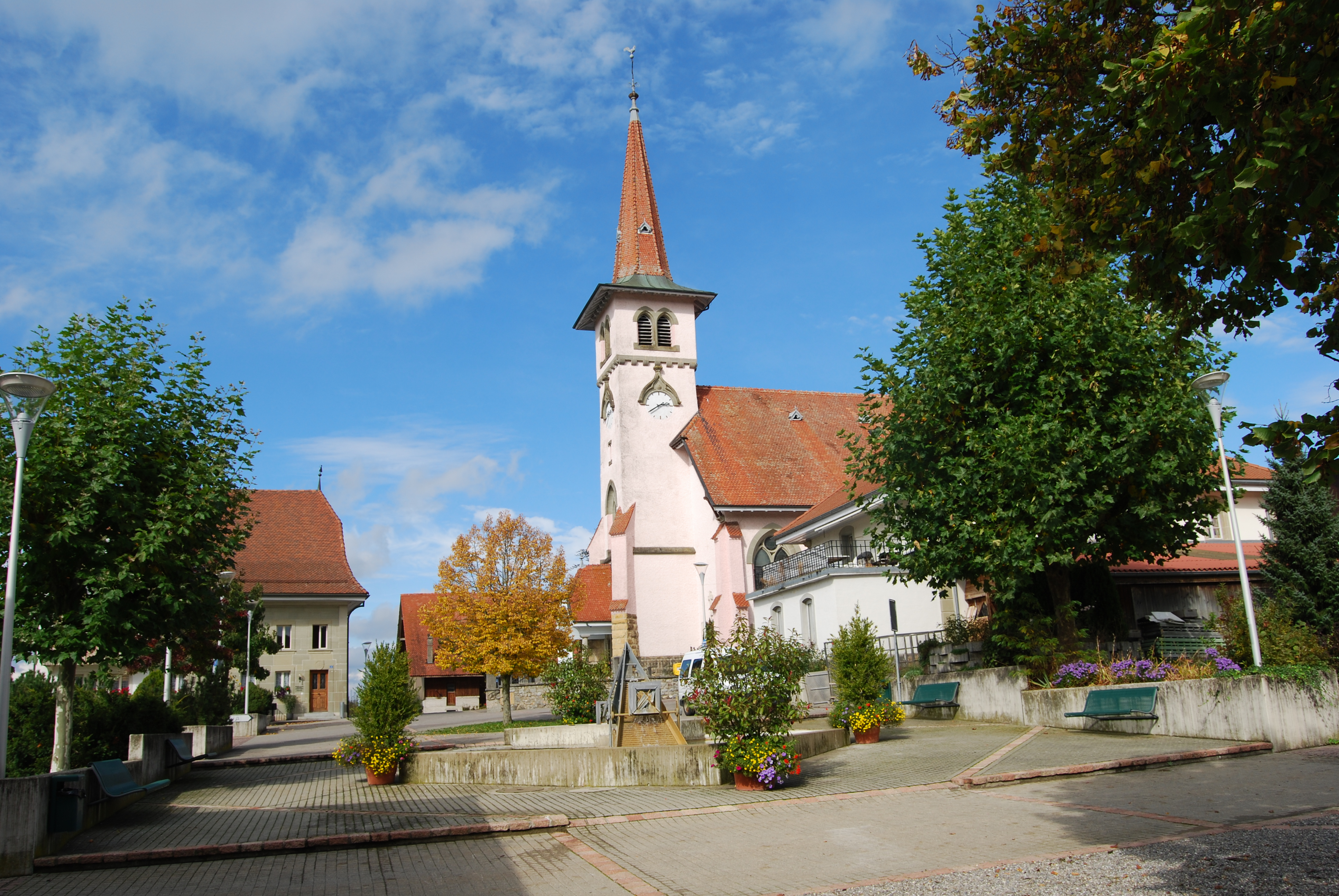
Grolley